# Soiuzdetfilm
Soiuzdetfilm (rusă Союздетфильм) este un studio de film sovietic fondat la Moscova în 1936 din studioul Sovieto-German „Mejrabpomfilm” care exista deja din 1928-1936 .

Din cauza războiului, studioul a fost provizoriu între anii 1941-1943 mutat la Stalinabad (Dushanbe). Din 1948 a luat numele de Studioul de film M. Gorki.
Studioul Soiuzdetfilm a fost dedicat pentru filme cu copii și tineret, în filme jucând actori tineri sau copii. 

## Filmografie
- 1940 Pieirea Vulturului - Gibel Orla (ru: Гибель «Орла»), regia Vasili Juravliov
- 1940 Timur și băieții lui (Тимур и его команда), regia Aleksandr Razumnîi
- 1945 Căpitan la 15 ani (Пятнадцатилетний капитан), regia Vasili Juravliov
- 1945 Balaurul (Кащей Бессмертный / Koșcei Nemuritorul), regia Aleksandr Rou
- 1946 Crucișătorul Variag (Крейсер «Варяг»/ Kreiser Variag), regia Viktor Eisîmont
- 1947 Învățătoarea din Șatrîi (Сельская учительница / Selskaia ucitelnița), regia Mark Donskoi
- 1947 Mica școlăriță (Первоклассница / Pervoklassnița), regia Ilia Frez